# سیارک ۴۸۶۲
سیارک ۴۸۶۲ (به انگلیسی: 4862 Loke، نامگذاری:1987SJ5) چهار هزار و هشتصد و شصت و دومین سیارک کشف شده‌است که در ۳۰ سپتامبر ۱۹۸۷ کشف شد.
قدر مطلق سیارک برابر ۱۲٫۷۰ است.